# Thomisus rishus
Thomisus rishus es una especie de araña cangrejo del género Thomisus, familia Thomisidae. Fue descrita científicamente por Tikader en 1970.

## Distribución
Esta especie se encuentra en India.